# Comté de Clarke (Iowa)
Pour les articles homonymes, voir Comté de Clarke.
Le comté de Clarke est un comté de l'État de l'Iowa, aux États-Unis.